# Слоот, Ромке Ян Бернхард
Ромке Ян Бернхард Слоот (нидерл. Romke Jan Bernhard Sloot) (27 августа 1945, Гронинген — 11 июля 1999, Ньивегейн) — был голландским инженером-электронщиком, который в 1995 утверждал, что разработал революционную технологию сжатия данных — Sloot Digital Coding System, которая могла предположительно сжимать полнометражный фильм до 8 килобайт данных. Внезапно умер от сердечного приступа, незадолго до заключения контракта на продажу изобретения. Исходный код никогда не восстанавливался, в связи с чем проверить изобретение на деле не представляется возможным.

## Биография
Младший из трёх детей в семействе. Его отец, школьный директор, бросил семью вскоре после рождения Яна. Поступил в техникум, где проучился совсем недолго, прежде чем ушёл на работу на радиостанцию. После прохождения обязательной военной службы поселился в Утрехте вместе со своей женой. Два с половиной года проработал в компании Philips Electronics в Эйндховене, затем перешёл на работу в магазин аудио- и видеопродукции. Через несколько лет переехал в Ньивегейн, где открыл собственную фирму по ремонту телевизоров и стереосистем.
В 1984 занялся компьютерной техникой, такой как Philips P2000, Commodore 64, IBM PC XT и IBM PC AT. Он разработал идею общенациональной сети сервисных услуг под названием RepaBase с базой данных, содержащей подобную информацию обо всех выполненных ремонтных работах. В дальнейшем получили развитие альтернативные методы хранения данных для сокращения объёма таковых.
В 1995 заявил, что разработал технологию кодирования данных, способную ужать целый фильм до восьми килобайт.
Речь идет не о сжатии, — заявил голландский предприниматель Роэль Пипер (нидерл. Roel Pieper) — все ошибаются на этот счет. Данный принцип можно сравнить с концепцией языка программирования PostScript, когда отправитель и получатель знают, какие рецепты данных будут переданы без фактической отправки самих данных.
Стал жертвой сердечного приступа в саду своего дома в Ньивегейне. Он умер всего за день до подписания контракта на продажу своей методики и предоставления всех её технических характеристик. Семья Яна согласилась на вскрытие, но аутопсия так и не проводилась. Он оставил после себя жену и троих детей.
Конспирологи предполагают, что подстроить смерть Слоота могли производители жёстких дисков, так как из-за нового изобретения они могли понести многомиллиардные убытки.